# Arkéa-B&B Hotels
Arkéa-B&B Hotels (Kod UCI: ARK) – francuska zawodowa grupa kolarska należąca od 2023 do dywizji UCI WorldTeams.

## Historia
Grupa zawodowa powstała w 2005 na bazie istniejącej od połowy lat 90. XX w. drużyny amatorskiej, dołączając do dywizji UCI Continental Teams. Od sezonu 2011 dołączyła do dywizji UCI Professional Continental Teams.

### Historia nazwy zespołu
| lata      | nazwa                        |
| --------- | ---------------------------- |
| 2005–2006 | Bretagne-Jean Floc'h         |
| 2007–2008 | Bretagne Armor Lux           |
| 2009–2012 | Bretagne Schuller            |
| 2013–2015 | Bretagne-Séché Environnement |
| 2016–2017 | Fortuneo-Vital Concept       |
| 2017      | Fortuneo–Oscaro              |
| 2018      | Fortuneo–Samsic              |
| 2019–2023 | Arkéa–Samsic                 |
| od 2024   | Arkéa-B&B Hotels             |

## Obecny skład (2024)
| Skład drużyny 2024            | Skład drużyny 2024   | Skład drużyny 2024 | Skład drużyny 2024                        |
| Imię i nazwisko               | Data urodzenia       | Państwo            | Poprzednia grupa                          |
| ----------------------------- | -------------------- | ------------------ | ----------------------------------------- |
| Vincenzo Albanese             | 12 listopada 1996    | Włochy             | Eolo-Kometa (2023)                        |
| Louis Barré                   | 6 kwietnia 2000      | Francja            | Team U Nantes Atlantique (2022)           |
| Jenthe Biermans               | 30 października 1995 | Belgia             | Israel-Premier Tech (2022)                |
| Amaury Capiot                 | 25 czerwca 1993      | Belgia             | Sport Vlaanderen-Baloise (2020)           |
| Clément Champoussin           | 29 maja 1998         | Francja            | AG2R Citroën Team (2022)                  |
| Ewen Costiou                  | 10 listopada 2002    | Francja            | Côtes d'Armor Cyclisme Marie Morin (2022) |
| David Dekker                  | 2 lutego 1998        | Holandia           | Jumbo-Visma (2022)                        |
| Anthony Delaplace             | 11 września 1989     | Francja            | Sojasun (2013)                            |
| Arnaud Démare                 | 26 sierpnia 1991     | Francja            | Groupama-FDJ (2023)                       |
| Raúl García Pierna            | 23 lutego 2001       | Hiszpania          | Equipo Kern Pharma (2023)                 |
| Élie Gesbert                  | 1 lipca 1995         | Francja            | VC Pays de Loudéac (2016)                 |
| Donavan Grondin               | 26 września 2000     | Francja            | Vendée U Pays de la Loire (2019)          |
| Thibault Guernalec            | 31 lipca 1997        | Francja            | Pays de Dinan (2018)                      |
| Simon Guglielmi               | 1 lipca 1997         | Francja            | Groupama-FDJ (2021)                       |
| Laurens Huys                  | 24 września 1998     | Belgia             | Intermarché-Circus-Wanty (2023)           |
| Mathis Le Berre               | 16 kwietnia 2001     | Francja            | Côtes d'Armor Cyclisme Marie Morin (2022) |
| Kévin Ledanois (1 sty–15 sie) | 13 lipca 1993        | Francja            | CC Nogent-sur-Oise (2014)                 |
| Matis Louvel                  | 19 lipca 1999        | Francja            | VC Rouen 76 (2019)                        |
| Daniel McLay                  | 3 stycznia 1992      | Wielka Brytania    | EF Education First (2019)                 |
| Luca Mozzato                  | 15 lutego 1998       | Włochy             | B&B Hotels-KTM (2022)                     |
| Łukasz Owsian                 | 24 lutego 1990       | Polska             | CCC Team (2019)                           |
| Michel Ries                   | 11 marca 1998        | Luksemburg         | Trek-Segafredo (2021)                     |
| Alan Riou                     | 2 kwietnia 1997      | Francja            | Pays de Dinan (2018)                      |
| Cristián Rodríguez            | 3 marca 1995         | Hiszpania          | TotalEnergies (2022)                      |
| Miles Scotson                 | 18 stycznia 1994     | Australia          | Groupama-FDJ (2023)                       |
| Florian Sénéchal              | 10 lipca 1993        | Francja            | Soudal Quick-Step (2023)                  |
| Kévin Vauquelin               | 26 kwietnia 2001     | Francja            | VC Rouen 76 (2021)                        |
| Clément Venturini             | 16 października 1993 | Francja            | AG2R Citroën Team (2023)                  |
| Alessandro Verre              | 17 listopada 2001    | Włochy             | Colpack-Ballan (2021)                     |
|                               |                      |                    |                                           |
| Źródło: ProCyclingStats       |                      |                    |                                           |

## Sezony

### 2023

#### Skład
| Skład drużyny 2023                       | Skład drużyny 2023   | Skład drużyny 2023 | Skład drużyny 2023                        |
| Imię i nazwisko                          | Data urodzenia       | Państwo            | Poprzednia grupa                          |
| ---------------------------------------- | -------------------- | ------------------ | ----------------------------------------- |
| Warren Barguil                           | 28 października 1991 | Francja            | Team Sunweb (2017)                        |
| Louis Barré                              | 6 kwietnia 2000      | Francja            | Team U Nantes Atlantique (2022)           |
| Jenthe Biermans                          | 30 października 1995 | Belgia             | Israel-Premier Tech (2022)                |
| Maxime Bouet                             | 3 listopada 1986     | Francja            | Etixx-Quick Step (2016)                   |
| Nacer Bouhanni                           | 25 lipca 1990        | Francja            | Cofidis, Solutions Crédits (2019)         |
| Amaury Capiot                            | 25 czerwca 1993      | Belgia             | Sport Vlaanderen-Baloise (2020)           |
| Clément Champoussin                      | 29 maja 1998         | Francja            | AG2R Citroën Team (2022)                  |
| Ewen Costiou                             | 10 listopada 2002    | Francja            | Côtes d'Armor Cyclisme Marie Morin (2022) |
| David Dekker                             | 2 lutego 1998        | Holandia           | Jumbo-Visma (2022)                        |
| Anthony Delaplace                        | 11 września 1989     | Francja            | Sojasun (2013)                            |
| Nicolas Edet                             | 2 grudnia 1987       | Francja            | Cofidis (2021)                            |
| Élie Gesbert                             | 1 lipca 1995         | Francja            | VC Pays de Loudéac (2016)                 |
| Donavan Grondin                          | 26 września 2000     | Francja            | Vendée U Pays de la Loire (2019)          |
| Thibault Guernalec                       | 31 lipca 1997        | Francja            | Pays de Dinan (2018)                      |
| Simon Guglielmi                          | 1 lipca 1997         | Francja            | Groupama-FDJ (2021)                       |
| Hugo Hofstetter                          | 13 lutego 1994       | Francja            | Israel Start-Up Nation (2021)             |
| Mathis Le Berre                          | 16 kwietnia 2001     | Francja            | Côtes d'Armor Cyclisme Marie Morin (2022) |
| Kévin Ledanois                           | 13 lipca 1993        | Francja            | CC Nogent-sur-Oise (2014)                 |
| Matis Louvel                             | 19 lipca 1999        | Francja            | VC Rouen 76 (2019)                        |
| Daniel McLay                             | 3 stycznia 1992      | Wielka Brytania    | EF Education First (2019)                 |
| Łukasz Owsian                            | 24 lutego 1990       | Polska             | CCC Team (2019)                           |
| Laurent Pichon                           | 19 lipca 1986        | Francja            | FDJ (2016)                                |
| Michel Ries                              | 11 marca 1998        | Luksemburg         | Trek-Segafredo (2021)                     |
| Alan Riou                                | 2 kwietnia 1997      | Francja            | Pays de Dinan (2018)                      |
| Cristián Rodríguez                       | 3 marca 1995         | Hiszpania          | TotalEnergies (2022)                      |
| Clément Russo                            | 20 stycznia 1995     | Francja            | Probikeshop Saint-Étienne Loire (2017)    |
| Kévin Vauquelin                          | 26 kwietnia 2001     | Francja            | VC Rouen 76 (2021)                        |
| Alessandro Verre                         | 17 listopada 2001    | Włochy             | Colpack-Ballan (2021)                     |
| Andrij Ponomar (1 sty–31 lip)            | 5 września 2002      | Ukraina            | Drone Hopper-Androni Giocattoli (2022)    |
| Luca Mozzato                             | 15 lutego 1998       | Włochy             | B&B Hotels-KTM (2022)                     |
| Arnaud Démare (1 sie–31 gru)             | 26 sierpnia 1991     | Francja            | Groupama-FDJ (2023)                       |
| Florian Dauphin (1 sie–31 gru, stażysta) | 6 kwietnia 1999      | Francja            | VC Pays de Loudéac (2022)                 |
| Baptiste Gillet (1 sie–31 gru, stażysta) | 29 listopada 2004    | Francja            |                                           |
| Martin Tjøtta (1 sie–31 gru, stażysta)   | 27 stycznia 2001     | Norwegia           | Bourg-en-Bresse Ain Cyclisme (2023)       |
|                                          |                      |                    |                                           |
| Źródło: ProCyclingStats                  |                      |                    |                                           |

#### Zwycięstwa
| Zwycięstwa     | Zwycięstwa                                                 | Zwycięstwa | Zwycięstwa | Zwycięstwa          | Zwycięstwa |
| Data           | Wyścig                                                     | Państwo    | Kategoria  | Zwycięzca           |            |
| -------------- | ---------------------------------------------------------- | ---------- | ---------- | ------------------- | ---------- |
| 10 lut         | Muscat Classic                                             | Oman       | 1.1        | Jenthe Biermans     |            |
| 17 lut         | Tour des Alpes-Maritimes et du Var, 1. etap                | Francja    | 2.1        | Kévin Vauquelin     |            |
| 19 lutego 2023 | Tour des Alpes-Maritimes et du Var, klasyfikacja generalna | Francja    | 2.1        | Kévin Vauquelin     |            |
| 15 kwi         | Tour du Jura                                               | Francja    | 1.1        | Kévin Vauquelin     |            |
| 16 sie         | Tour du Limousin, 2. etap                                  | Francja    | 2.1        | Luca Mozzato        |            |
| 20 sie         | Arctic Race of Norway, 4. etap                             | Norwegia   | 2.Pro      | Clément Champoussin |            |
| 21 wrz         | Tour de Luxembourg, 2. etap                                | Luksemburg | 2.Pro      | Jenthe Biermans     |            |
| 1 paź          | Tour de Vendée                                             | Francja    | 1.1        | Arnaud Démare       |            |
| 3 paź          | Binche-Chimay-Binche                                       | Belgia     | 1.1        | Luca Mozzato        |            |
| 5 paź          | Paryż-Bourges                                              | Francja    | 1.1        | Arnaud Démare       |            |

### 2022

#### Skład
| Skład drużyny 2022                      | Skład drużyny 2022   | Skład drużyny 2022 | Skład drużyny 2022                        |
| Imię i nazwisko                         | Data urodzenia       | Państwo            | Poprzednia grupa                          |
| --------------------------------------- | -------------------- | ------------------ | ----------------------------------------- |
| Winner Anacona                          | 11 sierpnia 1988     | Kolumbia           | Movistar Team (2019)                      |
| Warren Barguil                          | 28 października 1991 | Francja            | Team Sunweb (2017)                        |
| Maxime Bouet                            | 3 listopada 1986     | Francja            | Etixx-Quick Step (2016)                   |
| Nacer Bouhanni                          | 25 lipca 1990        | Francja            | Cofidis, Solutions Crédits (2019)         |
| Amaury Capiot                           | 25 czerwca 1993      | Belgia             | Sport Vlaanderen-Baloise (2020)           |
| Benjamin Declercq                       | 4 lutego 1994        | Belgia             | Sport Vlaanderen-Baloise (2019)           |
| Anthony Delaplace                       | 11 września 1989     | Francja            | Sojasun (2013)                            |
| Nicolas Edet                            | 2 grudnia 1987       | Francja            | Cofidis (2021)                            |
| Miguel Flórez López                     | 21 lutego 1996       | Kolumbia           | Androni Giocattoli-Sidermec (2020)        |
| Élie Gesbert                            | 1 lipca 1995         | Francja            | VC Pays de Loudéac (2016)                 |
| Donavan Grondin                         | 26 września 2000     | Francja            | Vendée U Pays de la Loire (2019)          |
| Thibault Guernalec                      | 31 lipca 1997        | Francja            | Pays de Dinan (2018)                      |
| Simon Guglielmi                         | 1 lipca 1997         | Francja            | Groupama-FDJ (2021)                       |
| Romain Hardy                            | 24 sierpnia 1988     | Francja            | Cofidis, Solutions Crédits (2016)         |
| Hugo Hofstetter                         | 13 lutego 1994       | Francja            | Israel Start-Up Nation (2021)             |
| Kévin Ledanois                          | 13 lipca 1993        | Francja            | CC Nogent-sur-Oise (2014)                 |
| Matis Louvel                            | 19 lipca 1999        | Francja            | VC Rouen 76 (2019)                        |
| Daniel McLay                            | 3 stycznia 1992      | Wielka Brytania    | EF Education First (2019)                 |
| Christophe Noppe                        | 29 listopada 1994    | Belgia             | Sport Vlaanderen-Baloise (2019)           |
| Łukasz Owsian                           | 24 lutego 1990       | Polska             | CCC Team (2019)                           |
| Markus Pajur                            | 23 września 2000     | Estonia            | Tartu 2024-Balticchaincycling.com (2020)  |
| Laurent Pichon                          | 19 lipca 1986        | Francja            | FDJ (2016)                                |
| Dayer Quintana                          | 10 sierpnia 1992     | Kolumbia           | Neri Sottoli-Selle Italia-KTM (2019)      |
| Nairo Quintana                          | 4 lutego 1990        | Kolumbia           | Movistar Team (2019)                      |
| Michel Ries                             | 11 marca 1998        | Luksemburg         | Trek-Segafredo (2021)                     |
| Alan Riou                               | 2 kwietnia 1997      | Francja            | Pays de Dinan (2018)                      |
| Clément Russo                           | 20 stycznia 1995     | Francja            | Probikeshop Saint-Étienne Loire (2017)    |
| Connor Swift                            | 30 października 1995 | Wielka Brytania    | Madison Genesis (2019)                    |
| Kévin Vauquelin                         | 26 kwietnia 2001     | Francja            | VC Rouen 76 (2021)                        |
| Alessandro Verre                        | 17 listopada 2001    | Włochy             | Colpack-Ballan (2021)                     |
| Louis Barré (1 sie–31 gru)              | 6 kwietnia 2000      | Francja            | Team U Nantes Atlantique (2022)           |
| Toon Clynhens (1 sie–31 gru, stażysta)  | 9 lutego 2001        | Belgia             | EFC-L&R-Vulsteke (2021)                   |
| Ewen Costiou (1 sie–31 gru, stażysta)   | 10 listopada 2002    | Francja            | Côtes d'Armor Cyclisme Marie Morin (2022) |
| Pierre Thierry (1 sie–31 gru, stażysta) | 31 maja 2003         | Francja            |                                           |
|                                         |                      |                    |                                           |
| Źródło: ProCyclingStats                 |                      |                    |                                           |

#### Zwycięstwa
| Zwycięstwa     | Zwycięstwa                                                 | Zwycięstwa | Zwycięstwa | Zwycięstwa        | Zwycięstwa |
| Data           | Wyścig                                                     | Państwo    | Kategoria  | Zwycięzca         |            |
| -------------- | ---------------------------------------------------------- | ---------- | ---------- | ----------------- | ---------- |
| 30 sty         | Grand Prix Cycliste La Marseillaise                        | Francja    | 1.1        | Amaury Capiot     |            |
| 13 lut         | Tour de La Provence, 3. etap                               | Francja    | 2.Pro      | Nairo Quintana    |            |
| 13 lutego 2022 | Tour de La Provence, klasyfikacja generalna                | Francja    | 2.Pro      | Nairo Quintana    |            |
| 20 lut         | Tour des Alpes-Maritimes et du Var, 3. etap                | Francja    | 2.1        | Nairo Quintana    |            |
| 20 lutego 2022 | Tour des Alpes-Maritimes et du Var, klasyfikacja generalna | Francja    | 2.1        | Nairo Quintana    |            |
| 11 mar         | Tirreno-Adriático, 5. etap                                 | Włochy     | 2.UWT      | Warren Barguil    |            |
| 27 mar         | La Roue Tourangelle                                        | Francja    | 1.1        | Nacer Bouhanni    |            |
| 2 kwi          | Grand Prix Miguel Indurain                                 | Hiszpania  | 1.Pro      | Warren Barguil    |            |
| 12 kwi         | Paryż-Camembert                                            | Francja    | 1.1        | Anthony Delaplace |            |
| 15 maj         | Tro Bro Leon                                               | Francja    | 1.Pro      | Hugo Hofstetter   |            |
| 28 maj         | Boucles de la Mayenne, 3. etap                             | Francja    | 2.Pro      | Amaury Capiot     |            |

### 2022

#### Skład
| Skład drużyny 2021      | Skład drużyny 2021   | Skład drużyny 2021 | Skład drużyny 2021                       |
| Imię i nazwisko         | Data urodzenia       | Państwo            | Poprzednia grupa                         |
| ----------------------- | -------------------- | ------------------ | ---------------------------------------- |
| Winner Anacona          | 11 sierpnia 1988     | Kolumbia           | Movistar Team (2019)                     |
| Warren Barguil          | 28 października 1991 | Francja            | Team Sunweb (2017)                       |
| Thomas Boudat           | 24 lutego 1994       | Francja            | Total Direct Énergie (2019)              |
| Maxime Bouet            | 3 listopada 1986     | Francja            | Etixx-Quick Step (2016)                  |
| Nacer Bouhanni          | 25 lipca 1990        | Francja            | Cofidis, Solutions Crédits (2019)        |
| Amaury Capiot           | 25 czerwca 1993      | Belgia             | Sport Vlaanderen-Baloise (2020)          |
| Benjamin Declercq       | 4 lutego 1994        | Belgia             | Sport Vlaanderen-Baloise (2019)          |
| Anthony Delaplace       | 11 września 1989     | Francja            | Sojasun (2013)                           |
| Miguel Flórez López     | 21 lutego 1996       | Kolumbia           | Androni Giocattoli-Sidermec (2020)       |
| Élie Gesbert            | 1 lipca 1995         | Francja            | VC Pays de Loudéac (2016)                |
| Donavan Grondin         | 26 września 2000     | Francja            | Vendée U Pays de la Loire (2019)         |
| Thibault Guernalec      | 31 lipca 1997        | Francja            | Pays de Dinan (2018)                     |
| Romain Hardy            | 24 sierpnia 1988     | Francja            | Cofidis, Solutions Crédits (2016)        |
| Kévin Ledanois          | 13 lipca 1993        | Francja            | CC Nogent-sur-Oise (2014)                |
| Matis Louvel            | 19 lipca 1999        | Francja            | VC Rouen 76 (2019)                       |
| Daniel McLay            | 3 stycznia 1992      | Wielka Brytania    | EF Education First (2019)                |
| Christophe Noppe        | 29 listopada 1994    | Belgia             | Sport Vlaanderen-Baloise (2019)          |
| Łukasz Owsian           | 24 lutego 1990       | Polska             | CCC Team (2019)                          |
| Markus Pajur            | 23 września 2000     | Estonia            | Tartu 2024-Balticchaincycling.com (2020) |
| Laurent Pichon          | 19 lipca 1986        | Francja            | FDJ (2016)                               |
| Dayer Quintana          | 10 sierpnia 1992     | Kolumbia           | Neri Sottoli-Selle Italia-KTM (2019)     |
| Nairo Quintana          | 4 lutego 1990        | Kolumbia           | Movistar Team (2019)                     |
| Alan Riou               | 2 kwietnia 1997      | Francja            | Pays de Dinan (2018)                     |
| Diego Rosa              | 27 marca 1989        | Włochy             | Team Ineos (2019)                        |
| Clément Russo           | 20 stycznia 1995     | Francja            | Probikeshop Saint-Étienne Loire (2017)   |
| Connor Swift            | 30 października 1995 | Wielka Brytania    | Madison Genesis (2019)                   |
| Bram Welten             | 29 marca 1997        | Holandia           | BMC Development (2017)                   |
|                         |                      |                    |                                          |
| Źródło: ProCyclingStats |                      |                    |                                          |

#### Zwycięstwa
| Zwycięstwa       | Zwycięstwa                                       | Zwycięstwa | Zwycięstwa | Zwycięstwa     | Zwycięstwa |
| Data             | Wyścig                                           | Państwo    | Kategoria  | Zwycięzca      |            |
| ---------------- | ------------------------------------------------ | ---------- | ---------- | -------------- | ---------- |
| 30 kwi           | Vuelta a Asturias, 1. etap                       | Hiszpania  | 2.1        | Nairo Quintana |            |
| 2 maja 2021      | Vuelta a Asturias, klasyfikacja generalna        | Hiszpania  | 2.1        | Nairo Quintana |            |
| 9 maj            | Volta ao Algarve, 5. etap                        | Portugalia | 2.Pro      | Élie Gesbert   |            |
| 15 maj           | Trofeo Pollença                                  | Hiszpania  | 1.1        | Winner Anacona |            |
| 16 maj           | Tro Bro Leon                                     | Francja    | 1.Pro      | Connor Swift   |            |
| 29 lip           | Vuelta a Castilla y León                         | Hiszpania  | 1.1        | Matis Louvel   |            |
| 20 sierpnia 2021 | Tour du Limousin, klasyfikacja generalna         | Francja    | 2.1        | Warren Barguil |            |
| 27 sierpnia 2021 | Tour du Poitou-Charentes, klasyfikacja generalna | Francja    | 2.1        | Connor Swift   |            |
| 2 paź            | Classic Loire Atlantique                         | Francja    | 1.1        | Alan Riou      |            |
| 9 paź            | Tour de Vendée                                   | Francja    | 1.1        | Bram Welten    |            |

### 2020

#### Skład
| Skład drużyny 2020      | Skład drużyny 2020   | Skład drużyny 2020 | Skład drużyny 2020                     |
| Imię i nazwisko         | Data urodzenia       | Państwo            | Poprzednia grupa                       |
| ----------------------- | -------------------- | ------------------ | -------------------------------------- |
| Winner Anacona          | 11 sierpnia 1988     | Kolumbia           | Movistar Team (2019)                   |
| Warren Barguil          | 28 października 1991 | Francja            | Team Sunweb (2017)                     |
| Franck Bonnamour        | 20 czerwca 1995      | Francja            | BIC 2000 (2015)                        |
| Thomas Boudat           | 24 lutego 1994       | Francja            | Total Direct Énergie (2019)            |
| Maxime Bouet            | 3 listopada 1986     | Francja            | Etixx-Quick Step (2016)                |
| Nacer Bouhanni          | 25 lipca 1990        | Francja            | Cofidis, Solutions Crédits (2019)      |
| Benjamin Declercq       | 4 lutego 1994        | Belgia             | Sport Vlaanderen-Baloise (2019)        |
| Anthony Delaplace       | 11 września 1989     | Francja            | Sojasun (2013)                         |
| Élie Gesbert            | 1 lipca 1995         | Francja            | VC Pays de Loudéac (2016)              |
| Donavan Grondin         | 26 września 2000     | Francja            | Vendée U Pays de la Loire (2019)       |
| Thibault Guernalec      | 31 lipca 1997        | Francja            | Pays de Dinan (2018)                   |
| Romain Hardy            | 24 sierpnia 1988     | Francja            | Cofidis, Solutions Crédits (2016)      |
| Benoît Jarrier          | 1 lutego 1989        | Francja            | Véranda Rideau-Super U (2012)          |
| Romain Le Roux          | 3 lipca 1992         | Francja            | Armée de terre (2017)                  |
| Kévin Ledanois          | 13 lipca 1993        | Francja            | CC Nogent-sur-Oise (2014)              |
| Matis Louvel            | 19 lipca 1999        | Francja            | VC Rouen 76 (2019)                     |
| Daniel McLay            | 3 stycznia 1992      | Wielka Brytania    | EF Education First (2019)              |
| Christophe Noppe        | 29 listopada 1994    | Belgia             | Sport Vlaanderen-Baloise (2019)        |
| Łukasz Owsian           | 24 lutego 1990       | Polska             | CCC Team (2019)                        |
| Laurent Pichon          | 19 lipca 1986        | Francja            | FDJ (2016)                             |
| Dayer Quintana          | 10 sierpnia 1992     | Kolumbia           | Neri Sottoli-Selle Italia-KTM (2019)   |
| Nairo Quintana          | 4 lutego 1990        | Kolumbia           | Movistar Team (2019)                   |
| Alan Riou               | 2 kwietnia 1997      | Francja            | Pays de Dinan (2018)                   |
| Diego Rosa              | 27 marca 1989        | Włochy             | Team Ineos (2019)                      |
| Clément Russo           | 20 stycznia 1995     | Francja            | Probikeshop Saint-Étienne Loire (2017) |
| Connor Swift            | 30 października 1995 | Wielka Brytania    | Madison Genesis (2019)                 |
| Florian Vachon          | 2 stycznia 1985      | Francja            | Roubaix Lille Métropole (2009)         |
| Bram Welten             | 29 marca 1997        | Holandia           | BMC Development (2017)                 |
|                         |                      |                    |                                        |
| Źródło: ProCyclingStats |                      |                    |                                        |

#### Zwycięstwa
| Zwycięstwa     | Zwycięstwa                                                 | Zwycięstwa       | Zwycięstwa | Zwycięstwa     | Zwycięstwa |
| Data           | Wyścig                                                     | Państwo          | Kategoria  | Zwycięzca      |            |
| -------------- | ---------------------------------------------------------- | ---------------- | ---------- | -------------- | ---------- |
| 7 lut          | AlUla Tour, 4. etap                                        | Arabia Saudyjska | 2.1        | Nacer Bouhanni |            |
| 13 lut         | Tour de La Provence, 1. etap                               | Francja          | 2.Pro      | Nacer Bouhanni |            |
| 15 lut         | Tour de La Provence, 3. etap                               | Francja          | 2.Pro      | Nairo Quintana |            |
| 16 lutego 2020 | Tour de La Provence, klasyfikacja generalna                | Francja          | 2.Pro      | Nairo Quintana |            |
| 22 lut         | Tour des Alpes-Maritimes et du Var, 2. etap                | Francja          | 2.1        | Nairo Quintana |            |
| 23 lutego 2020 | Tour des Alpes-Maritimes et du Var, klasyfikacja generalna | Francja          | 2.1        | Nairo Quintana |            |
| 8 mar          | Grand Prix de la Ville de Lillers                          | Francja          | 1.2        | Florian Vachon |            |
| 14 mar         | Paryż-Nicea, 7. etap                                       | Francja          | 2.UWT      | Nairo Quintana |            |
| 20 wrz         | Grand Prix d’Isbergues                                     | Francja          | 1.1        | Nacer Bouhanni |            |
| 27 wrz         | Paris-Chauny                                               | Francja          | 1.1        | Nacer Bouhanni |            |

### 2019

#### Skład
| Skład drużyny 2019                       | Skład drużyny 2019   | Skład drużyny 2019 | Skład drużyny 2019                     |
| Imię i nazwisko                          | Data urodzenia       | Państwo            | Poprzednia grupa                       |
| ---------------------------------------- | -------------------- | ------------------ | -------------------------------------- |
| Warren Barguil                           | 28 października 1991 | Francja            | Team Sunweb (2017)                     |
| Franck Bonnamour                         | 20 czerwca 1995      | Francja            | BIC 2000 (2015)                        |
| Maxime Bouet                             | 3 listopada 1986     | Francja            | Etixx-Quick Step (2016)                |
| Maxime Daniel                            | 5 czerwca 1991       | Francja            | AG2R La Mondiale (2016)                |
| Anthony Delaplace                        | 11 września 1989     | Francja            | Sojasun (2013)                         |
| Brice Feillu                             | 26 lipca 1985        | Francja            | Sojasun (2013)                         |
| Élie Gesbert                             | 1 lipca 1995         | Francja            | VC Pays de Loudéac (2016)              |
| André Greipel                            | 16 lipca 1982        | Niemcy             | Lotto-Soudal (2018)                    |
| Thibault Guernalec                       | 31 lipca 1997        | Francja            | Pays de Dinan (2018)                   |
| Romain Hardy                             | 24 sierpnia 1988     | Francja            | Cofidis, Solutions Crédits (2016)      |
| Benoît Jarrier                           | 1 lutego 1989        | Francja            | Véranda Rideau-Super U (2012)          |
| Romain Le Roux                           | 3 lipca 1992         | Francja            | Armée de terre (2017)                  |
| Kévin Ledanois                           | 13 lipca 1993        | Francja            | CC Nogent-sur-Oise (2014)              |
| Jérémy Maison                            | 21 lipca 1993        | Francja            | FDJ (2017)                             |
| Amaël Moinard                            | 2 lutego 1982        | Francja            | BMC Racing Team (2017)                 |
| Laurent Pichon                           | 19 lipca 1986        | Francja            | FDJ (2016)                             |
| Alan Riou                                | 2 kwietnia 1997      | Francja            | Pays de Dinan (2018)                   |
| Clément Russo                            | 20 stycznia 1995     | Francja            | Probikeshop Saint-Étienne Loire (2017) |
| Florian Vachon                           | 2 stycznia 1985      | Francja            | Roubaix Lille Métropole (2009)         |
| Robert Wagner                            | 17 kwietnia 1983     | Niemcy             | LottoNL-Jumbo (2018)                   |
| Bram Welten                              | 29 marca 1997        | Holandia           | BMC Development (2017)                 |
| Connor Swift (10 maj–31 gru)             | 30 października 1995 | Wielka Brytania    | Madison Genesis (2018)                 |
|                                          |                      |                    |                                        |
| Źródła: ProCyclingStats Cycling Quotient |                      |                    |                                        |

#### Zwycięstwa
| Zwycięstwa   | Zwycięstwa                                              | Zwycięstwa | Zwycięstwa | Zwycięstwa    | Zwycięstwa |
| Data         | Wyścig                                                  | Państwo    | Kategoria  | Zwycięzca     |            |
| ------------ | ------------------------------------------------------- | ---------- | ---------- | ------------- | ---------- |
| 26 sty       | La Tropicale Amissa Bongo, 6. etap                      | Gabon      | 2.1        | André Greipel |            |
| 12 maj       | Vuelta a la Comunidad de Madrid, 3. etap                | Hiszpania  | 2.1        | Maxime Daniel |            |
| 12 maja 2019 | Vuelta a la Comunidad de Madrid, klasyfikacja generalna | Hiszpania  | 2.1        | Clément Russo |            |

### 2018

#### Skład
| Skład drużyny 2018                       | Skład drużyny 2018   | Skład drużyny 2018 | Skład drużyny 2018                     |
| Imię i nazwisko                          | Data urodzenia       | Państwo            | Poprzednia grupa                       |
| ---------------------------------------- | -------------------- | ------------------ | -------------------------------------- |
| Warren Barguil                           | 28 października 1991 | Francja            | Team Sunweb (2017)                     |
| Franck Bonnamour                         | 20 czerwca 1995      | Francja            | BIC 2000 (2015)                        |
| Maxime Bouet                             | 3 listopada 1986     | Francja            | Etixx-Quick Step (2016)                |
| Michael Carbel Svendgaard                | 7 lutego 1995        | Dania              | Virtu Cycling (2017)                   |
| Maxime Daniel                            | 5 czerwca 1991       | Francja            | AG2R La Mondiale (2016)                |
| Anthony Delaplace                        | 11 września 1989     | Francja            | Sojasun (2013)                         |
| Brice Feillu                             | 26 lipca 1985        | Francja            | Sojasun (2013)                         |
| Armindo Fonseca                          | 1 maja 1989          | Francja            | Côtes d'Armor (2010)                   |
| Arnaud Gérard                            | 6 października 1984  | Francja            | FDJ-BigMat (2012)                      |
| Élie Gesbert                             | 1 lipca 1995         | Francja            | VC Pays de Loudéac (2016)              |
| Romain Hardy                             | 24 sierpnia 1988     | Francja            | Cofidis, Solutions Crédits (2016)      |
| Benoît Jarrier                           | 1 lutego 1989        | Francja            | Véranda Rideau-Super U (2012)          |
| Kévin Ledanois                           | 13 lipca 1993        | Francja            | CC Nogent-sur-Oise (2014)              |
| Sindre Lunke                             | 17 kwietnia 1993     | Norwegia           | Team Sunweb (2017)                     |
| Jérémy Maison                            | 21 lipca 1993        | Francja            | FDJ (2017)                             |
| Amaël Moinard                            | 2 lutego 1982        | Francja            | BMC Racing Team (2017)                 |
| Pierre-Luc Périchon                      | 4 stycznia 1987      | Francja            | La Pomme Marseille (2012)              |
| Laurent Pichon                           | 19 lipca 1986        | Francja            | FDJ (2016)                             |
| Clément Russo                            | 20 stycznia 1995     | Francja            | Probikeshop Saint-Étienne Loire (2017) |
| Florian Vachon                           | 2 stycznia 1985      | Francja            | Roubaix Lille Métropole (2009)         |
| Bram Welten                              | 29 marca 1997        | Holandia           | BMC Development (2017)                 |
| Romain Le Roux                           | 3 lipca 1992         | Francja            | Armée de terre (2017)                  |
|                                          |                      |                    |                                        |
| Źródła: ProCyclingStats Cycling Quotient |                      |                    |                                        |

#### Zwycięstwa
| Zwycięstwa | Zwycięstwa   | Zwycięstwa | Zwycięstwa | Zwycięstwa          | Zwycięstwa |
| Data       | Wyścig       | Państwo    | Kategoria  | Zwycięzca           |            |
| ---------- | ------------ | ---------- | ---------- | ------------------- | ---------- |
| 5 sie      | Polynormande | Francja    | 1.1        | Pierre-Luc Périchon |            |

### 2017

#### Skład
| Skład drużyny 2017                          | Skład drużyny 2017  | Skład drużyny 2017 | Skład drużyny 2017                |
| Imię i nazwisko                             | Data urodzenia      | Państwo            | Poprzednia grupa                  |
| ------------------------------------------- | ------------------- | ------------------ | --------------------------------- |
| Franck Bonnamour                            | 20 czerwca 1995     | Francja            | BIC 2000 (2015)                   |
| Maxime Bouet                                | 3 listopada 1986    | Francja            | Etixx-Quick Step (2016)           |
| Erwann Corbel                               | 20 kwietnia 1991    | Francja            | VC Pays de Loudéac (2016)         |
| Maxime Daniel                               | 5 czerwca 1991      | Francja            | AG2R La Mondiale (2016)           |
| Anthony Delaplace                           | 11 września 1989    | Francja            | Sojasun (2013)                    |
| Brice Feillu                                | 26 lipca 1985       | Francja            | Sojasun (2013)                    |
| Armindo Fonseca                             | 1 maja 1989         | Francja            | Côtes d'Armor (2010)              |
| Arnaud Gérard                               | 6 października 1984 | Francja            | FDJ-BigMat (2012)                 |
| Élie Gesbert                                | 1 lipca 1995        | Francja            | VC Pays de Loudéac (2016)         |
| Romain Hardy                                | 24 sierpnia 1988    | Francja            | Cofidis, Solutions Crédits (2016) |
| Benoît Jarrier                              | 1 lutego 1989       | Francja            | Véranda Rideau-Super U (2012)     |
| Arnold Jeannesson                           | 16 stycznia 1986    | Francja            | Cofidis, Solutions Crédits (2016) |
| Kévin Ledanois                              | 13 lipca 1993       | Francja            | CC Nogent-sur-Oise (2014)         |
| Daniel McLay                                | 3 stycznia 1992     | Wielka Brytania    | Lotto-Belisol U23 (2014)          |
| Francis Mourey                              | 8 grudnia 1980      | Francja            | FDJ (2015)                        |
| Pierre-Luc Périchon                         | 4 stycznia 1987     | Francja            | La Pomme Marseille (2012)         |
| Laurent Pichon                              | 19 lipca 1986       | Francja            | FDJ (2016)                        |
| Eduardo Sepúlveda                           | 13 czerwca 1991     | Argentyna          | World Cycling Centre (2012)       |
| Florian Vachon                              | 2 stycznia 1985     | Francja            | Roubaix Lille Métropole (2009)    |
| Boris Vallée                                | 3 czerwca 1993      | Belgia             | Lotto-Soudal (2015)               |
| Thibault Guernalec (1 sie–31 gru, stażysta) | 31 lipca 1997       | Francja            | Pays de Dinan (2017)              |
| Kenny Molly (1 sie–31 gru, stażysta)        | 24 grudnia 1996     | Belgia             | Klein Constantia (2016)           |
| Alan Riou (1 sie–31 gru, stażysta)          | 2 kwietnia 1997     | Francja            | Pays de Dinan (2017)              |
|                                             |                     |                    |                                   |
| Źródła: ProCyclingStats Cycling Quotient    |                     |                    |                                   |

#### Zwycięstwa
| Zwycięstwa    | Zwycięstwa                                             | Zwycięstwa | Zwycięstwa | Zwycięstwa                            | Zwycięstwa |
| Data          | Wyścig                                                 | Państwo    | Kategoria  | Zwycięzca                             |            |
| ------------- | ------------------------------------------------------ | ---------- | ---------- | ------------------------------------- | ---------- |
| 29 sty        | Trofeo Playa de Palma                                  | Hiszpania  | 1.1        | Daniel McLay                          |            |
| 18 mar        | Classic Loire Atlantique                               | Francja    | 1.1        | Laurent Pichon                        |            |
| 20 mar        | Tour de Normandie, 1. etap                             | Francja    | 2.2        | Anthony Delaplace                     |            |
| 23 mar        | Settimana Internazionale di Coppi e Bartali, 1. a etap | Włochy     | 2.1        | Laurent Pichon                        |            |
| 26 marca 2017 | Tour de Normandie, klasyfikacja generalna              | Francja    | 2.2        | Anthony Delaplace                     |            |
| 31 mar        | Route Adélie de Vitré                                  | Francja    | 1.1        | Laurent Pichon                        |            |
| 30 kwi        | Tour de Bretagne Cycliste, 6. etap                     | Francja    | 2.2        | Élie Gesbert                          |            |
| 15 sie        | Tour du Limousin, 1. etap                              | Francja    | 2.1        | Élie Gesbert                          |            |
| 10 wrz        | Tour du Doubs                                          | Francja    | 1.1        | Romain Hardy                          |            |
| 24 wrz        | Duo Normand                                            | Francja    | 1.1        | Anthony Delaplace Pierre-Luc Périchon |            |
| 1 paź         | Tour de l’Eurométropole                                | Belgia     | 1.HC       | Daniel McLay                          |            |

### 2016

#### Skład
| Skład drużyny 2016                       | Skład drużyny 2016   | Skład drużyny 2016 | Skład drużyny 2016             |
| Imię i nazwisko                          | Data urodzenia       | Państwo            | Poprzednia grupa               |
| ---------------------------------------- | -------------------- | ------------------ | ------------------------------ |
| Jean-Marc Bideau                         | 8 kwietnia 1984      | Francja            | Roubaix Lille Métropole (2008) |
| Franck Bonnamour                         | 20 czerwca 1995      | Francja            | BIC 2000 (2015)                |
| Vegard Breen                             | 8 lutego 1990        | Norwegia           | Lotto-Soudal (2015)            |
| Frédéric Brun                            | 18 sierpnia 1988     | Francja            | BigMat-Auber 93 (2014)         |
| Maxime Cam                               | 9 lipca 1992         | Francja            | BIC 2000 (2014)                |
| Anthony Delaplace                        | 11 września 1989     | Francja            | Sojasun (2013)                 |
| Pierrick Fédrigo                         | 30 listopada 1978    | Francja            | FDJ.fr (2014)                  |
| Brice Feillu                             | 26 lipca 1985        | Francja            | Sojasun (2013)                 |
| Armindo Fonseca                          | 1 maja 1989          | Francja            | Côtes d'Armor (2010)           |
| Arnaud Gérard                            | 6 października 1984  | Francja            | FDJ-BigMat (2012)              |
| Élie Gesbert (27 lip–31 gru)             | 1 lipca 1995         | Francja            | Pays de Dinan (2015)           |
| Jonathan Hivert                          | 23 marca 1985        | Francja            | Belkin (2014)                  |
| Jauhienij Hutarowicz                     | 29 listopada 1983    | Białoruś           | AG2R La Mondiale (2014)        |
| Benoît Jarrier                           | 1 lutego 1989        | Francja            | Véranda Rideau-Super U (2012)  |
| Kévin Ledanois                           | 13 lipca 1993        | Francja            | CC Nogent-sur-Oise (2014)      |
| Julien Loubet                            | 11 stycznia 1985     | Francja            | Marseille 13 KTM (2015)        |
| Daniel McLay                             | 3 stycznia 1992      | Wielka Brytania    | Lotto-Belisol U23 (2014)       |
| Francis Mourey                           | 8 grudnia 1980       | Francja            | FDJ (2015)                     |
| Pierre-Luc Périchon                      | 4 stycznia 1987      | Francja            | La Pomme Marseille (2012)      |
| Eduardo Sepúlveda                        | 13 czerwca 1991      | Argentyna          | World Cycling Centre (2012)    |
| Chris Anker Sørensen                     | 5 września 1984      | Dania              | Tinkoff-Saxo (2015)            |
| Steven Tronet                            | 14 października 1986 | Francja            | Auber 93 (2015)                |
| Florian Vachon                           | 2 stycznia 1985      | Francja            | Roubaix Lille Métropole (2009) |
| Boris Vallée                             | 3 czerwca 1993       | Belgia             | Lotto-Soudal (2015)            |
| Camille Guérin (1 sie–31 gru, stażysta)  | 2 października 1994  | Francja            | Sojasun espoir-ACNC (2015)     |
| Justin Mottier (1 sie–31 gru, stażysta)  | 14 września 1993     | Francja            | CC Nogent-sur-Oise (2015)      |
|                                          |                      |                    |                                |
| Źródła: ProCyclingStats Cycling Archives |                      |                    |                                |

#### Zwycięstwa
| Zwycięstwa | Zwycięstwa                         | Zwycięstwa | Zwycięstwa | Zwycięstwa          | Zwycięstwa |
| Data       | Wyścig                             | Państwo    | Kategoria  | Zwycięzca           |            |
| ---------- | ---------------------------------- | ---------- | ---------- | ------------------- | ---------- |
| 21 sty     | Tour de San Luis, 4. etap          | Argentyna  | 2.1        | Eduardo Sepúlveda   |            |
| 24 sty     | La Tropicale Amissa Bongo, 7. etap | Gabon      | 2.1        | Adrien Petit        |            |
| 14 kwi     | Grand Prix de Denain               | Francja    | 1.HC       | Daniel McLay        |            |
| 26 kwi     | Tour de Bretagne Cycliste, 2. etap | Francja    | 2.2        | Boris Vallée        |            |
| 29 kwi     | Tour de Bretagne Cycliste, 5. etap | Francja    | 2.2        | Boris Vallée        |            |
| 22 maj     | Grand Prix de la Somme             | Francja    | 1.1        | Daniel McLay        |            |
| 11 cze     | Ronde de l'Oise, 3. etap           | Francja    | 2.2        | Boris Vallée        |            |
| 18 cze     | Tour de Savoie Mont-Blanc, 3. etap | Francja    | 2.2        | Pierre-Luc Périchon |            |
| 24 lip     | Tour de Wallonie, 2. etap          | Belgia     | 2.HC       | Boris Vallée        |            |

### 2015

#### Skład
| Skład drużyny 2015                        | Skład drużyny 2015  | Skład drużyny 2015 | Skład drużyny 2015             |
| Imię i nazwisko                           | Data urodzenia      | Państwo            | Poprzednia grupa               |
| ----------------------------------------- | ------------------- | ------------------ | ------------------------------ |
| Jean-Marc Bideau                          | 8 kwietnia 1984     | Francja            | Roubaix Lille Métropole (2008) |
| Matthieu Boulo                            | 11 maja 1989        | Francja            | Team Raleigh-GAC (2014)        |
| Frédéric Brun                             | 18 sierpnia 1988    | Francja            | BigMat-Auber 93 (2014)         |
| Maxime Cam                                | 9 lipca 1992        | Francja            | BIC 2000 (2014)                |
| Anthony Delaplace                         | 11 września 1989    | Francja            | Sojasun (2013)                 |
| Pierrick Fédrigo                          | 30 listopada 1978   | Francja            | FDJ.fr (2014)                  |
| Brice Feillu                              | 26 lipca 1985       | Francja            | Sojasun (2013)                 |
| Romain Feillu                             | 16 kwietnia 1984    | Francja            | Vacansoleil-DCM (2013)         |
| Armindo Fonseca                           | 1 maja 1989         | Francja            | Côtes d'Armor (2010)           |
| Arnaud Gérard                             | 6 października 1984 | Francja            | FDJ-BigMat (2012)              |
| Florian Guillou                           | 29 grudnia 1982     | Francja            | Roubaix Lille Métropole (2009) |
| Jonathan Hivert                           | 23 marca 1985       | Francja            | Belkin (2014)                  |
| Jauhienij Hutarowicz                      | 29 listopada 1983   | Białoruś           | AG2R La Mondiale (2014)        |
| Benoît Jarrier                            | 1 lutego 1989       | Francja            | Véranda Rideau-Super U (2012)  |
| Christophe Laborie                        | 5 sierpnia 1986     | Francja            | Sojasun (2013)                 |
| Kévin Ledanois                            | 13 lipca 1993       | Francja            | CC Nogent-sur-Oise (2014)      |
| Daniel McLay                              | 3 stycznia 1992     | Wielka Brytania    | Lotto-Belisol U23 (2014)       |
| Pierre-Luc Périchon                       | 4 stycznia 1987     | Francja            | La Pomme Marseille (2012)      |
| Eduardo Sepúlveda                         | 13 czerwca 1991     | Argentyna          | World Cycling Centre (2012)    |
| Florian Vachon                            | 2 stycznia 1985     | Francja            | Roubaix Lille Métropole (2009) |
| Franck Bonnamour (1 sie–31 gru, stażysta) | 20 czerwca 1995     | Francja            | BIC 2000 (2014)                |
| Caio Godoy (1 sie–31 gru, stażysta)       | 24 kwietnia 1995    | Brazylia           |                                |
| Valentin Madouas (1 sie–31 gru, stażysta) | 12 lipca 1996       | Francja            |                                |
|                                           |                     |                    |                                |
| Źródło: ProCyclingStats                   |                     |                    |                                |

### 2014

#### Skład
| Skład drużyny 2014                        | Skład drużyny 2014   | Skład drużyny 2014 | Skład drużyny 2014               |
| Imię i nazwisko                           | Data urodzenia       | Państwo            | Poprzednia grupa                 |
| ----------------------------------------- | -------------------- | ------------------ | -------------------------------- |
| Jean-Marc Bideau                          | 8 kwietnia 1984      | Francja            | Roubaix Lille Métropole (2008)   |
| Erwann Corbel                             | 20 kwietnia 1991     | Francja            | Côtes d'Armor-Marie Morin (2012) |
| Anthony Delaplace                         | 11 września 1989     | Francja            | Sojasun (2013)                   |
| Brice Feillu                              | 26 lipca 1985        | Francja            | Sojasun (2013)                   |
| Romain Feillu                             | 16 kwietnia 1984     | Francja            | Vacansoleil-DCM (2013)           |
| Armindo Fonseca                           | 1 maja 1989          | Francja            | Côtes d'Armor (2010)             |
| Arnaud Gérard                             | 6 października 1984  | Francja            | FDJ-BigMat (2012)                |
| Florian Guillou                           | 29 grudnia 1982      | Francja            | Roubaix Lille Métropole (2009)   |
| Benoît Jarrier                            | 1 lutego 1989        | Francja            | Véranda Rideau-Super U (2012)    |
| Clément Koretzky                          | 30 października 1990 | Francja            | La Pomme Marseille (2013)        |
| Christophe Laborie                        | 5 sierpnia 1986      | Francja            | Sojasun (2013)                   |
| Vegard Stake Laengen                      | 7 lutego 1989        | Norwegia           | Team Type 1-Sanofi (2012)        |
| Benjamin Le Montagner                     | 16 czerwca 1988      | Francja            |                                  |
| Pierre-Luc Périchon                       | 4 stycznia 1987      | Francja            | La Pomme Marseille (2012)        |
| Eduardo Sepúlveda                         | 13 czerwca 1991      | Argentyna          | World Cycling Centre (2012)      |
| Florian Vachon                            | 2 stycznia 1985      | Francja            | Roubaix Lille Métropole (2009)   |
| Franck Bonnamour (1 sie–31 gru, stażysta) | 20 czerwca 1995      | Francja            |                                  |
| Axel Journiaux (1 sie–31 gru, stażysta)   | 20 maja 1995         | Francja            |                                  |
| Kévin Ledanois (1 sie–31 gru, stażysta)   | 13 lipca 1993        | Francja            | UC Nantes Atlantique (2013)      |
|                                           |                      |                    |                                  |
| Źródło: ProCyclingStats                   |                      |                    |                                  |